# 요한 보예르

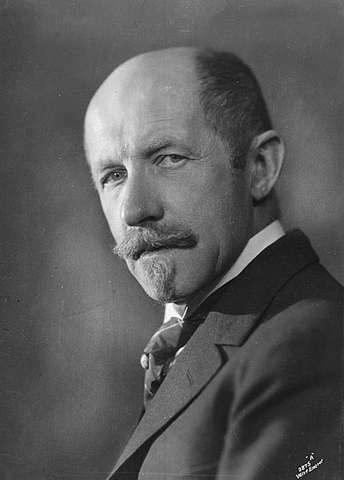

요한 보예르(Johan Bojer, 1872년 3월 6일 – 1959년 7월 3일)는 노르웨이의 소설가이다.
어릴 때 양친을 잃고 어부에게 양육되었으며 그 후 여러 곳을 전전하다가 외국에 건너가 작가가 되었다. 1896년 출세작 <민족 이동>을 발표한 이후 <바이킹의 후예> <해변의 사람들> 등 소설과 희곡을 포함하여 아주 많은 작품을 썼다. 보예르의 전기(前期) 작품의 특징은 대중을 묘사하는 데 있었고, 그 중심적인 문제는 추악한 현실사회와 초종파적(超宗派的)인 그리스도교 정신을 신봉하는 강한 자아(自我)와의 대립에 있었지만 후기작품에는 심리소설이 많다.